# Положение стоя
Стоя́ние — это положение, при котором тело удерживается в вертикальном положении и поддерживается только ступнями. Несмотря на кажущуюся статичность, при стоянии тело слегка раскачивается взад-вперёд от лодыжки в сагиттальной плоскости (эта плоскость делит тело пополам на правую и левую стороны). Раскачивание при спокойном стоянии часто сравнивают с движением «обратного маятника».
Стоять по стойке «смирно» — это военная поза, как и «стоять вольно», но эти термины также используются в организациях военного стиля и в некоторых профессиях, связанных со стоянием, например, в модельном ремесле.

## Контролирование позы
Поза стоя основана на динамическом, а не статическом равновесии. Центр масс человека находится перед лодыжкой, и, в отличие от четвероногих, основание опоры узкое, состоящее всего из двух ступней. Статичная поза привела бы к тому, что человек упал бы вперёд лицом. Кроме того, существуют внешние возмущения (например, ветер), и внутренние возмущения, возникающие в результате дыхания. Прямая осанка требует беспрерывной регулировки и коррекции, которая проходит неосознанно (без вмешательства ЦНС). В организме человека существует несколько механизмов, которые контролируют стояние, это, например, пружинящее действие в мышцах, более высокий контроль со стороны нервной системы или основных мышц. Дети начинают вставать на ноги в возрасте от 8 до 12 месяцев, когда их нервная система и мышцы становятся готовы к приниманию и поддержанию этой позы.
Традиционно, такая точная коррекция поддержания позы стоя объяснялась пружинящим действием мышц (локальным механизмом, работающим без вмешательства ЦНС). Однако недавние исследования показывают, что этого пружинящего действия самого по себе недостаточно для предотвращения падения вперёд. Кроме того, раскачивание человека слишком сложно, чтобы его можно было адекватно объяснить лишь «пружинящим действием».
Согласно современной теории, нервная система постоянно и бессознательно отслеживает наше направление и скорость. Вертикальная ось тела попеременно наклоняется вперёд и назад. Прежде чем каждый наклон достигнет точки опрокидывания, нервная система подаёт сигнал изменить направление. Покачивание также происходит в бёдрах, и происходит небольшое сгибание и разгибание нижней части спины. При стоянии наблюдается незначительная активность мышц икр, бёдер и поясницы.
Основные мышцы играют важную роль в поддержании положения стоя. Основные мышцы — это глубокие мышечные слои, которые расположены близко к позвоночнику и обеспечивают структурную поддержку тела. Поперечные мышцы брюшного пресса обхватывают позвоночник и функционируют как компрессионный корсет. Мультифиди — это межсегментарные мышцы. Именно дисфункция основных мышц связана с болью в спине.

## Расширенная модель «обратного маятника»
Как уже говорилось выше, раскачивание при спокойном стоянии часто сравнивают с движением «обратного маятника». Некоторые исследователи заменили аналогию с перевёрнутым лодыжечным маятником моделью двухсвязных маятников, включающих покачивание как бедра, так и лодыжки. Ни одна из моделей не принимается как нечто большее, чем приближение: анализ осанки показывает гораздо больше вариаций, чем можно увидеть в физическом маятнике или даже в паре соединённых маятников. Кроме того, спокойное стояние предполагает активность во всех суставах, а не только в лодыжках или бёдрах.
В прошлом эти вариации объяснялись случайными эффектами. Более свежая интерпретация заключается в том, что раскачивание в позе стоя имеет фрактальную структуру.

## Патологии
Хотя стояние само по себе, понятное дело, не опасно, с ним связаны некоторые патологии. Одним из таких кратковременных состояний является ортостатическая гипотензия, а долгосрочными — боль в ступнях, ригидность ног и боль в пояснице.
Ортостатическая гипотензия характеризуется необычно низким кровяным давлением, когда пациент встаёт. Это может вызвать головокружение, дурноту, головную боль, затуманенное зрение и обморок, потому что мозг не получает достаточного кровоснабжения. Это, в свою очередь, вызвано действием силы тяжести, оттягивающей кровь в нижнюю часть тела. Обычно организм компенсирует это, но при наличии других факторов, например гиповолемии, заболеваний и лекарств, эта реакция может быть недостаточной.
Длительное неподвижное стояние значительно активирует каскад свёртывания крови, называемый ортостатической гиперкоагуляцией. В целом, это вызывает повышение транскапиллярного гидростатического давления. В результате примерно 12 % объёма плазмы крови попадает во внесосудистый компартмент. Этот сдвиг плазмы вызывает увеличение концентрации факторов свёртывания и других белков свертывания крови, что, в свою очередь, вызывает гиперкоагуляцию.
Ортостатический тремор — характеризуется быстрыми (12—18 Гц) ритмичными сокращениями мышц, которые возникают в ногах и туловище сразу после принятия позы стоя. Никаких других клинических признаков или симптомов нет, и дрожь прекращается, когда пациент садится или его отрывают от земли. Высокая частота тремора часто создает эффект пульсации в мышцах ног при стоянии.
См. также: Осложнения при длительном стоянии
- Четвероногие, в отличие от человека, стоят, как правило, без малейших покачиваний.
- «Стоящая танцовщица», Жан-Луи Форен.
- Стояние на одной ноге — непростая поза, требующая чёткого осознанного контроля от человека.
- «Не вставать. Берегите голову. Держите руки и ноги внутри автомобиля»